# Essie Hollis
Essie Bernard Hollis (Erie, 16 maggio 1955) è un ex cestista statunitense, professionista nella NBA, in Spagna e in Italia..

## Biografia
È il padre del cestista Damian Hollis.

## Carriera
Venne selezionato dai New Orleans Jazz al secondo giro del Draft NBA 1977 (44ª scelta assoluta).

## Palmarès
- Campione NIT (1977)
- Copa Príncipe de Asturias: 1

Baskonia: 1985